# Zofia Bagan
Zofia Bagan (ur. 27 października 1931 w Konopnicy, zm. 15 lutego 2013 w Elblągu) – polska Sprawiedliwa wśród Narodów Świata.

## Życiorys
Była córką Stanisława i Heleny Wiślińskich, siostrą Marianny. Ojciec pracował w fabryce amunicji w Kraśniku. Podczas II wojny światowej mieszkała w Bełżycach (dystrykt lubelski). Rodzina ukrywała w swoim mieszkaniu żydowską dziewczynkę, Rywkę Goldiner, urodzoną w 1942 roku.
Rywka, pod opieką Zofii i jej rodziców, znalazła się za sprawą mieszkania Wiślińskich. Lokum, w którym zamieszkali po przybyciu do Bełżyc, należało prędzej do Maszy i Szlomo Goldinerów – rodziców Rywki. Ci zaś, dla niepoznaki, musieli się ukrywać w innym miejscu. Uznano, że dziewczynka będzie bezpieczniejsza u Zofii i jej rodziców. Zofia Bagan tak wspominała tamte chwile: „Z urzędu dostaliśmy mieszkanie żydowskie, dostaliśmy mieszkanie Ich. I tam mieszkaliśmy. I być może oni […] tak troszeczkę ośmieleni byli, żeby przyjść do nas, bo w ich mieszkaniu mieszkaliśmy. I zaproponowali nam, to znaczy rodzicom, czy zgodziliby się przyjąć maleńkie dzieciątko. Wtedy miała dwa tygodnie ta Żydóweczka”. Rodzina nazywała niemowlę Jagódką. Utrzymywano, że jest córką siostry Zofii, aby ukryć jej żydowskie pochodzenie. Dopiero w 1944, gdy zagrożenie minęło, po Rywkę zgłosili się jej rodzice. Po wojnie wyjechali do Lublina, następnie do Frankfurtu, a stamtąd do Palestyny.
18 sierpnia 2002 Zofia Bagan została wraz z rodzicami uhonorowana przyznanym przez instytut Jad Waszem medalem Sprawiedliwy wśród Narodów Świata. W 2007 otrzymała Krzyż Komandorski Orderu Odrodzenia Polski.